# أحباب الله
أحباب الله، هو برنامج تلفزيوني ديني أنتجه التلفزيون الأردني في أخرى ات الثمانينيات من القرن العشرين، كان يعده ويقدمه الدكتور أحمد نوفل الأستاذ بكلية الشريعة في الجامعة الأردنية، ويشترك معه القارئ محمد جبريل لتلاوة الآيات القرآنية الكريمة